# Radical 51
Le radical 51 (干), qui signifie "s'opposer à" ou "séché", est un des 31 des 214 radicaux chinois répertoriés dans le dictionnaire de Kangxi composés de trois traits.
Le caractère Unicode de 干 est 5E72.

## Caractères avec le radical 51
| nombre de traits          | caractères |
| ------------------------- | ---------- |
| Sans trait supplémentaire | 干         |
| 2 traits supplémentaires  | 平         |
| 3 traits supplémentaires  | 年 幵 并   |
| 5 traits supplémentaires  | 幷 幸      |
| 10 traits supplémentaires | 幹         |